# Cereus fernambucensis
Espèce
Cereus fernambucensis est une espèce de plantes de la famille des Cactaceae (cactus).

## Liste des sous-espèces
Selon Catalogue of Life (3 janvier 2017) :
- Cereus fernambucensis subsp. fernambucensis
- Cereus fernambucensis subsp. sericifer (F. Ritter) N.P. Taylor & Zappi